# Exception de vérité
L'exception de vérité désigne la défense de vérité des propos dans les poursuites en diffamation.

## Droit canadien
En droit pénal canadien, l'exception de vérité est un moyen de défense au libelle diffamatoire. Elle est prévue à l'article 311 du Code criminel.
En droit civil québécois, la véracité des propos et l'intérêt public de ceux-ci ne sont pas des moyens de défense autonomes à une allégation de faute  pour un auteur qui veut être exonéré de toute responsabilité, à la différence du tort of defamation de common law, d'après l'arrêt Gilles E. Néron de la Cour suprême du Canada.

## Droit français
L’exception de vérité est un terme juridique du droit français qui indique qu’une personne poursuivie pour diffamation pourrait échapper à une condamnation si elle prouve la vérité de ses allégations. Cette exception de vérité est prévue par l’article 35 de la loi du 29 juillet 1881 sur la liberté de la presse.